# Борзобагаті

Варіант гербу Єліта

Борзобагаті — шляхетський рід гербу Єліта. Гілка роду — Борзобагаті-Красенські. Початково — міщанська родина з Красногоставу на Волині, яка розбагатіла, близько 1548 року отримала шляхетство. Після отримання маєтку Красне стали підписуватись Красенські.

## Представники
- Яцко — володимирський православний єпископ
  - Іван (Іоан) — справця волинських мит, луцький війт, ключник, городничий і мостовничий, Луцько-Острозький православний єпископ;
    - Ганна, зять — Олександр Журавницький (Жоравницький, Журавінський)

  - Олехно
    - Іван